# 배틀타임트랩: 초시공간여행
《배틀타임트랩: 초시공간여행》(Time Trap)은 미국에서 제작된 마크 데니스 감독의 2018년 액션, 모험, SF 영화이다. 앤드류 윌슨 등이 주연으로 출연하였다.

## 출연

### 주연
- 앤드루 윌슨 - 호퍼 역
- 캐시디 지포드 - 카라 역

### 조연
- 브리안 호웨이 - 재키 역
- 레일리 맥클렌던 - 테일러 역
- 올리비아 드렉위체빅 - 비브스 역
- 맥스 라이트
- 한스 마레로

## 반응
로튼 토마토에서 8개 리뷰를 기반으로 63%의 점수를 받았다.

## 같이 보기
- 시간여행물